# Ah sikur kjo jetë
Ah sikur kjo jetë är en låt på albanska framförd av den kosovoalbanska sångerskan Albërie Hadërgjonaj. Med låten ställde hon upp i Festivali i Këngës 44 år 2005.
Låten är skriven av Zhuliana Jorganxhi och komponerades av Luan Zhegu. Låten blev Hadërgjonajs första bidrag i tävlingen sedan den började användas som uttagning till Eurovision Song Contest. Hadërgjonaj deltog i den andra semifinalen, den 17 december och lyckades ta sig vidare till finalen. I finalen av tävlingen framträdde hon sitt bidrag tillsammans med sex bakgrundsdansare. Låten har ett positivt fredligt budskap. Inför den sista refrängen av låten vid sitt framträdande i tävlingen höll Hadërgjonajs bakgrundsdansare upp en banderoll som löd Peace (fred) tillsammans med några av Albaniens grannländers flaggor. När juryn överlagt stod det klart att Hadërgjonaj inte kommit bland topp tre, som var de enda placeringarna som avslöjades.